# 石川小耕
石川 小耕（いしかわ しょうこう、生没年不詳）とは、明治時代の女性日本画家。

## 略歴
尾形月耕の門人。小耕と号す。京橋南鍛冶町の旅館「長寿館」の娘として生まれる。女子美術学校の在学中であった明治35年（1902年）に月耕に入門した。翌明治36年（1903年）の第2回美術研精会展覧会に「静思」を出品、明治37年（1904年）に女子美術学校を卒業、同校教授を務めた。また明治40年（1907年）に国香会女子絵画会展覧会に「富士山上の奇観」を出品している。月耕晩年の弟子として師に可愛がられたという。

## 作品
- 「遊女図」 絹本着色 桃投伸二コレクション　http://hwpbc.spaaqs.ne.jp/honoji/pf-Shoko_ISHIKAWA.html